# Mohembo East
Mohembo East is een dorp in het district North-West in Botswana. De plaats telt 550 inwoners (2011).
Sinds 2023 is het dorp via een nieuwe brug verbonden met Mohembo West. Deze brug overspant de Okavango-rivier, wat de toegang tot de noordwestelijke regio van Botswana aanzienlijk verbetert.